# Raul Rodriguez-Duarte
Raul Rodriguez-Duarte (zm. 19 lutego 1930 w Warszawie) – konsul Stanów Zjednoczonych Meksyku w Polsce od 1929 do 1930.
W nocy 18/19 lutego 1930 uczestniczył w przyjęciu u konsula honorowego Salwadoru w RP, Edwarda Brygiewicza, w mieszkaniu przy ul. Boduena 4. Około godz. 5 nad ranem opuścił imprezę, po czym podróżował samochodem marki Packard, należącym do Juliana Brygiewicza (konsul honorowy Meksyku w RP), wraz z właścicielem, jego żoną i szwagrem Aleksandrem Gołunowem oraz artystką Eugenią Kasztelan. Następnie towarzystwo zatrzymało się kilka razy w mieście, podążając poza stolicę. Po zjeździe z szosy Królewskiej zakrętem do Wilanowa, ok. godz. 9 rano na brukowanej drodze szofer pojazdu usiłował uniknąć zderzenia z nadjeżdżającym z naprzeciwka autobusem, jednak wobec sporej prędkości i nierównej jezdni, nie opanował maszyny, zahaczył o słup, po czym uderzył w drzewo. W wyniku wypadku śmierć na miejscu poniósł kierowca, zaś pasażerowie odnieśli obrażenia, w tym poparzenia. Konsul Duarte doznał pęknięcia podstawy czaszki, został przewieziony do Szpitala Dzieciątka Jezus, gdzie nie odzyskawszy przytomności zmarł o godz. 14 w dniu 19 lutego 1930. Na prośbę władz meksykańskich jego zwłoki przed eksportacją do ojczyzny zostały uprzednio zabalsamowane przez prof. Edwarda Lotha. Zwłoki przeniesiono do kościoła św. Krzyża, gdzie 26 lutego 1930 odbyła się uroczystość żałobna przy udziale przedstawicieli władz polskich oraz artystów Opery i Filharmonii Warszawskiej oraz asyście honorowej żołnierzy 30 Pułku Piechoty, po czym następnego dnia zwłoki zostały przewiezione na dworzec główny, skąd miały być przetransportowane do Hamburga i dalej do Meksyku.